# 長鶴町
長鶴町（ながつるちょう）は静岡県浜松市中央区の町名。丁番を持たない単独町名である。住居表示未実施。

## 地理
浜松市中央区の東部、和田地区の南部に位置する。東で龍光町、西・南で飯田町、北で青屋町と接する。

### 学区
小学校・中学校の学区は以下の通りである。
- 浜松市立和田東小学校
- 浜松市立天竜中学校

## 歴史

### 町名の由来
麁玉川（=天竜川）の中洲にあり、柳や芦が生い茂る湿地帯であったとされる。人里離れたこの地に餌をあさりに鶴が多く舞い降りたとされることから命名された。

### 沿革
- 1889年（明治22年）4月1日 - 町村制の施行により、長上郡長鶴村が周辺の村と合併して長上郡橋田村となる。旧村名は橋田村の大字として残る[書籍 2]。
- 1891年（明治24年）6月11日 – 橋田村が和田村に改称する。
- 1896年（明治29年）4月1日 - 郡制の施行により、和田村の所属郡が浜名郡に変更となる。
- 1954年（昭和29年）3月31日 – 和田村が浜松市に編入される。
- 1955年（昭和30年） – 大字長鶴から長鶴町に町名変更する[書籍 1]。
- 2007年（平成19年）4月1日 - 浜松市が政令指定都市となる。長鶴町は東区の一部となる。
- 2024年（令和6年）1月1日 - 浜松市の行政区再編により、長鶴町は中央区の一部となる。

## 施設
- ソフトウェアプロダクツ 本社
- セブン-イレブン浜松長鶴町店

## 交通

### 道路
- 国道1号（浜松バイパス）

## その他

### 警察
警察の管轄区域は以下の通りである。
| 番・番地等 | 警察署       | 交番・駐在所 |
| ---------- | ------------ | ------------ |
| 全域       | 浜松東警察署 | 和田交番     |

### 消防
消防の管轄区域は以下の通りである。
| 番・番地等 | 消防署   | 本署/出張所 |
| ---------- | -------- | ----------- |
| 全域       | 東消防署 | 本署        |

### 書籍
1. 1 2  『わがまち文化誌 天竜川と東海道 -浜松の東玄関-』浜松市天竜公民館、1994年2月26日、25頁。
2. ↑  『浜松市史 三』浜松市役所、1980年3月26日、176頁。

### WEB
1. ↑  “h02_22.csv”.   総務省 (2022年2月10日). 2024年7月15日閲覧。
2. ↑  “chuouku_menseki.xlsx”.   浜松市 (2024年3月12日). 2024年7月15日閲覧。
3. ↑  “静岡県 浜松市中央区 長鶴町の郵便番号 - 日本郵便”.   日本郵便. 2025年2月15日閲覧。
4. ↑  “市外局番の一覧”.   総務省 (2022年3月1日). 2024年7月15日閲覧。
5. ↑  “事業所案内及び管轄地域（事務所3件、分室3件）”.   一般社団法人静岡県自動車会議所. 2024年7月15日閲覧。
6. ↑  “住居表示実施状況／浜松市”.   浜松市 (2024年1月4日). 2024年7月15日閲覧。
7. ↑  “学校名から探す／浜松市”.   浜松市 (2024年1月1日). 2024年7月15日閲覧。
8. ↑  “和田交番｜静岡県警察”.   静岡県警察 (2024年1月1日). 2024年7月15日閲覧。
9. ↑  “消防署の町別管轄「な」／浜松市”.   浜松市 (202). 2024年7月15日閲覧。